# 히로노역 (후쿠시마현)
히로노역(일본어: 広野駅, ひろのえき)은 일본 후쿠시마현 후타바군 히로노정에 있는, 동일본 여객철도의 철도역이다.

## 역 구조
2면 3선 구조의 지상역이다. 승강장과 역사는 과선교로 이어져 있다. 역 업무는 JR 미토 철도 서비스가 대신 하고 있다.

### 승강장
| 1 | ■ 조반선 | 다쓰타·도미오카 방면         |
| 2 | ■ 조반선 | 이와키·미토 방면 (당역 첫차) |
| 3 | ■ 조반선 | 이와키·미토 방면             |

동일본 대지진 후에 운행을 재개한 2011년 10월부터 , 다쓰타 역까지 운행을 재개한 2014년 6월까지는 1번 승강장과 2번 승강장 사이에 일시적인 승강장이 설치되었다.

## 역세권 정보
- 조반 자동차도 히로노 나들목
- 국도 제6호선
- 히로노 정사무소
- 히로노 우체국

## 역사
- 1898년 8월 23일 - 닛폰 철도의 역으로 개업했다.
- 1906년 11월 1일 - 국유화에 따라 일본국유철도의 소속이 되었다.
- 1987년 4월 1일 - 민영화에 따라 동일본 여객철도의 소속이 되었다.
- 2011년 3월 11일 - 동일본 대지진으로 영업이 중단되었다.
- 2011년 10월 10일 - 영업이 재개되었다.
- 2014년 6월 1일 - 히로노~다쓰타 사이 운행재개[1].

## 인접역
| 동일본 여객철도 조반선                                                                           | 동일본 여객철도 조반선 | 동일본 여객철도 조반선   |
| ------------------------------------------------------------------------------------------------ | ---------------------- | ------------------------ |
| 스에쓰기 이와키 방면                                                                             | ■ 보통                 | J-Village 도미오카 방면1 |
| 후쿠시마 제1원자력 발전소 사고의 영향으로 도미오카 이북 구간에서는 아직 열차가 다니지 않고 있다. |                        |                          |